# Alfred Enoch
Alfred "Alfie" Enoch (født 2. december 1988) er en engelsk skuespiller. Han er nok mest kendt for at spille Dean Thomas i Harry Potter-filmene.
Enoch blev født i Westminster, London, som søn af den britiske skuespiller William Russell og en brasiliansk mor. Han gik på Westminster School, en offentlig kostskole i London. Han taler også flydende portugisisk.

## Udvalgt filmografi
| Udgivelsesår | Titel                                   | Rolle         | Noter                                |
| ------------ | --------------------------------------- | ------------- | ------------------------------------ |
| 2001         | Harry Potter og De Vises Sten           | Dean Thomas   |                                      |
| 2002         | Harry Potter og Hemmelighedernes Kammer | Dean Thomas   |                                      |
| 2004         | Harry Potter og Fangen fra Azkaban      | Dean Thomas   |                                      |
| 2005         | Harry Potter og Flammernes Pokal        | Dean Thomas   |                                      |
| 2007         | Harry Potter og Fønixordenen            | Dean Thomas   |                                      |
| 2009         | Harry Potter og Halvblodsprinsen        | Dean Thomas   |                                      |
| 2011         | Harry Potter og Dødsregalierne - del 2  | Dean Thomas   |                                      |
| 2012         | National Theatre Live                   | Philotus      | Tv-serie, sæson 4; "Timon of Athens" |
| 2013         | Broadchurch                             | Sam Taylor    | Tv-serie; sæson 1, afsnit 1          |
| 2013         | Mount Pleasant                          | Alex          | Tv-serie; sæson 3, afsnit 7          |
| 2014         | Sherlock                                | Bainbridge    | Tv-serie, sæson 3; "De 3's tegn"     |
| 2014         | National Theatre Live                   | Titus Lartius | Tv-serie, sæson 5; "Coriolanus"      |
| 2014-        | How to Get Away with Murder             | Wes Gibbins   | Tv-serie,                            |